# バロー (クレーター)
バロー (Barrow) は、月の表側にある大きなクレーターである。月の北部に位置する。ケンブリッジ大学の初代数学教授で、アイザック・ニュートンの先生であるイギリスの数学者、アイザック・バローにちなんで名づけられた。バローの北西にはゴルトシュミットが、バローの北東にはメトンが位置しており、バローの南西にはウィリアム・ボンドが位置している。
バローの周壁は隕石の衝突などによって激しく風化しており、原型をほとんど留めていない。その結果、周壁は丸みを帯び、中央丘も消え去ってしまった。バローの東側の周壁には細い裂け目が走っており、メトンへ抜ける道が形成されている。バローの南西の周壁には、バローよりも若い従属クレーターであるバローAが形成されており、バローの南西の周壁を完全に消滅させている。バローの周壁の最高地点は北西部であり、ゴルトシュミットの周壁との重複部分である。
バローの内部は溶岩によって覆われており、多くの微細なクレーターがある平坦な土地となっている。バローの底面には、バローの西に位置するアナクサゴラスから広がる光条の痕が走っている。

## 従属クレーター
バローのごく近くにある小さな無名のクレーターについては、アルファベットを付加することによって識別される。
| 名称 | 月面緯度     | 月面経度     | 直径  |
| ---- | ------------ | ------------ | ----- |
| A    | 北緯 70.5 度 | 東経 3.8 度  | 28 km |
| B    | 北緯 70.1 度 | 東経 10.5 度 | 16 km |
| C    | 北緯 73.1 度 | 東経 11.1 度 | 29 km |
| E    | 北緯 68.9 度 | 東経 3.3 度  | 18 km |
| F    | 北緯 69.1 度 | 東経 1.8 度  | 19 km |
| G    | 北緯 70.1 度 | 東経 0.2 度  | 30 km |
| H    | 北緯 69.2 度 | 東経 6.0 度  | 5 km  |
| K    | 北緯 69.2 度 | 東経 11.8 度 | 46 km |
| M    | 北緯 67.6 度 | 東経 9.2 度  | 6 km  |